# Amt Borgeln-Schwefe
Das Amt Borgeln-Schwefe war ein Amt im alten Kreis Soest in Nordrhein-Westfalen, Deutschland. Es entstand am 1. Oktober 1930 durch den Zusammenschluss der beiden Ämter Borgeln und Schwefe. Im Rahmen der nordrhein-westfälischen Gebietsreform wurde das Amt zum 1. Juli 1969 aufgelöst. Sein Gebiet gehört heute zum Kreis Soest.

## Vorgängerämter
Im Jahr 1808 wurden im französischen Satellitenstaat Großherzogtum Berg in dessen Kanton Soest die Mairien (Bürgermeisterei)en Borgeln und Schwefe eingerichtet. Nachdem das Gebiet der ehemaligen Grafschaft 1815 an Preußen gefallen war, bestanden die Mairien als preußische Bürgermeistereien im 1817 gegründeten Kreis Soest fort.
Im Rahmen der Einführung der Landgemeindeordnung für die Provinz Westfalen wurden 1843 aus den Bürgermeistereien Borgeln und Schwefe die beiden Ämter Borgeln und Schwefe gebildet.
Das Amt Borgeln bestand aus den Gemeinden Balksen, Berwicke, Blumroth, Borgeln, Brockhausen, Dinker, Dorfwelver, Eilmsen, Hattropholsen, Katrop, Meckingsen, Nateln, Stocklarn, Thöningsen, Vellinghausen und Weslarn.
Das Amt Schwefe bestand aus den Gemeinden Ampen, Ehningsen, Einecke, Eineckerholsen, Enkesen bei Paradiese, Epsingsen, Flerke, Hattrop, Kirchwelver, Klotingen, Meiningsen, Merklingsen, Meyerich, Ostönnen, Recklingsen, Röllingsen und Schwefe. 1868 wurde die neue Gemeinde Paradiese aus Schwefe ausgegliedert.

## Amtsgeschichte
Die beiden Ämter Borgeln und Schwefe wurden am 1. Oktober 1930 zum Amt Borgeln-Schwefe zusammengeschlossen. Das neue Amt umfasste zunächst 34 Gemeinden. Die Amtsverwaltung hatte ihren Sitz in der – nicht zum Amt gehörenden – Stadt Soest.
Die beiden Gemeinden Kirchwelver und Meyerich wurden 1957 zur neuen Gemeinde Welver vereinigt.
Durch das Gesetz zur Neugliederung des Landkreises Soest und von Teilen des Landkreises Beckum wurde das Amt Borgeln-Schwefe zum 1. Juli 1969 aufgelöst. Sein Rechtsnachfolger ist die Gemeinde Welver  im Kreis Soest. Brockhausen kam zur Gemeinde Lippetal und Weslarn zur Gemeinde Bad Sassendorf. Zwölf Gemeinden kamen zur Stadt Soest und die übrigen 19 Gemeinden des Amtes zur Gemeinde Welver.

## Gemeinden (Stand 1969)
1. Ampen
2. Balksen
3. Berwicke
4. Blumroth
5. Borgeln
6. Brockhausen
7. Dinker
8. Dorfwelver
9. Ehningsen
10. Eilmsen
11. Einecke
12. Eineckerholsen
13. Enkesen bei Paradiese
14. Epsingsen
15. Flerke
16. Hattrop
17. Hattropholsen
18. Katrop
19. Klotingen
20. Meckingsen
21. Meiningsen
22. Merklingsen
23. Nateln
24. Ostönnen
25. Paradiese
26. Recklingsen
27. Röllingsen
28. Schwefe
29. Stocklarn
30. Thöningsen
31. Vellinghausen
32. Welver
33. Weslarn